# 1951 في ألمانيا
فيما يلي قوائم الأحداث التي وقعت خلال عام 1951 في ألمانيا.

## سياسة

### تعيين في المنصب
- 11 يناير – فيلي براندت عضو في برلمان برلين ‏.
- 15 مارس – كونراد أديناور وزير الخارجية.

## رياضة
- 29 يوليو – جائزة ألمانيا الكبرى 1951 الفائز البرتو اسكاري.

## كتب
من الكتب التي صدرت هذه السنة في ألمانيا:
- 1 يناير – أصول الشمولية من تأليف حنة آرنت.

## مواليد

### يناير
- 1 يناير – راينر ماريا شرودر كاتب ألماني.
- 1 يناير – هانز يواكيم ستاك سائق فورمولا 1 ألماني.

### فبراير
- 15 فبراير – فرانك إنجل
- 24 فبراير – مارتن سيفرت ممثل ألماني.

### مارس
- 4 مارس – هانز-يواكيم فرويند كيميائي ألماني.

### أبريل
- 13 أبريل – يواخيم شترايش لاعب كرة قدم ألماني.
- 15 أبريل – هارالد فوكس
- 17 أبريل – فريدريش كارل تيلمان
- 17 أبريل – هورست هروبيش لاعب ومدرب كرة قدم ألماني.

### مايو
- 7 مايو – رولف ماير
- 8 مايو – هورست شوتز دراج ألماني.
- 24 مايو – رولف كولر

### يونيو
- 8 يونيو – مونيكا فيت كاتبة ألمانية.
- 26 يونيو – يورغن روتغرز رئيس الوزراء التاسع لولاية شمال الراين - وستفاليا (2005-2010).

### أغسطس
- 3 أغسطس – هانس شليغل
- 21 أغسطس – برنارد غيرميسهاوزن
- 28 أغسطس – ديتر باست لاعب كرة قدم ألماني.

### سبتمبر
- 3 سبتمبر – بيتر جيرجن بوك كاتب ألماني.
- 5 سبتمبر – بول برايتنر لاعب كرة قدم ألماني.
- 5 سبتمبر – ديفيد روبرت نيلسون فيزيائي أمريكي.

### أكتوبر
- 3 أكتوبر – هانز بونغارتز
- 6 أكتوبر – مانفريد وينكيلهوك
- 21 أكتوبر – خواكيم باور
- 25 أكتوبر – إنجيبورغ شفنزر حقوقية ألمانية.

### نوفمبر
- 2 نوفمبر – مارتن خيس
- 16 نوفمبر – شارل غراف ملاكم ألماني.
- 26 نوفمبر – يورغن كرافت درّاج طريق ألماني.

### ديسمبر
- 14 ديسمبر – جون براون لاعب كرة سلة من الولايات المتحدة الأمريكية.
- 16 ديسمبر – نوربرت شوير كاتب ألماني.
- 18 ديسمبر – فولكر بوفيير سياسي ألماني.

## وفيات

### يناير
- 5 يناير – كاميلو كارل شنايدر (مواليد 1876) مهندس معماري نمساوي.

### فبراير
- 3 فبراير – أوغست هورش (مواليد 1868)
- 16 فبراير – رودولف روس (مواليد 1872) سياسي ألماني.
- 20 فبراير – ارنست فون آنجرير (مواليد 1881) فيزيائي ألماني.

### أبريل
- 15 أبريل – روبرت ريتر (مواليد 1901)

### يوليو
- 20 يوليو – فيلهلم، ولي عهد ألمانيا (مواليد 1882) ضابط ألماني.

### أغسطس
- 4 أغسطس – إميلي فينكلمان (مواليد 1875) مهندسة معمارية ألمانية.
- 11 أغسطس – ثيودور برينكمان (مواليد 1877) أستاذ جامعي ألماني.

### سبتمبر
- 21 سبتمبر – ريتشارد شور (مواليد 1867) عالم فلك ألماني.

### أكتوبر
- 6 أكتوبر – أوتو مايرهوف (مواليد 1884)